# جامعة الاتصالات الكهربائية
جامعة الاتصالات الكهربائية (بالإنجليزية: University of Electro-Communications)‏ هي جامعة في اليابان تأسست عام 1945. تقع في مدينة جوفو، طوكيو.

## وصلات خارجية
- الموقع الإلكتروني